# Menlo (Kansas)
Menlo é uma cidade localizada no estado americano de Kansas, no Condado de Thomas.

## Demografia
Segundo o censo americano de 2000, a sua população era de 57 habitantes.
Em 2006, foi estimada uma população de 53, um decréscimo de 4 (-7.0%).

## Geografia
De acordo com o United States Census Bureau tem uma área de
0,3 km², dos quais 0,3 km² cobertos por terra e 0,0 km² cobertos por água. Menlo localiza-se a aproximadamente 900 m acima do nível do mar.

## Localidades na vizinhança
O diagrama seguinte representa as localidades num raio de 28 km ao redor de Menlo.